# Igreja Católica Ortodoxa Hispânica
A Igreja Católica Ortodoxa Hispânica - ICOH, é uma igreja católica ortodoxa de rito latino fundada em 2004, em Lisboa, Portugal. A sua fundação deveu-se à união de vários cristãos de outras jurisdições religiosas ortodoxas, além de fiéis provenientes da igreja católica romana. O atual Arcebispo Presidente e Primaz é Dom Paulo Jorge de Laureano, Arcebispo de Lisboa e Titular de Sevilha, Metropolita de Braga e Toledo. A ICOH está devidamente registada como Confissão Religiosa, no Estado de Portugal. É constituída atualmente por uma única Arquidiocese (Lisboa), que gere a Igreja na sua totalidade. A ICOH é uma Igreja Nacional Autónoma, tendo o seu reconhecimento canónico, e válida Sucessão Apóstolica, pelo Patriarcado Bielorusso Eslavo.  Esta Igreja tem fiéis um pouco espalhados por todo o Portugal, com maior presença em Lisboa e Alpedrinha (Fundão). A ICOH assenta a sua crença, tal como as Igrejas Ortodoxas Orientais, nos sete primeiros Concílios Ecumênicos e nos Sete Sacramentos. 